# Assedio di Rossano
L'assedio di Rossano del 548 fu un episodio della guerra gotica combattuta tra l'Impero romano d'Oriente ed il Regno ostrogoto che si concluse con la conquista ostrogota della città.

## Assedio
All'inizio del 548 Totila decise di assediare Rossano, fortezza del Bruzio (odierna Calabria) che era stata recentemente conquistata dal generale bizantino Giovanni, che vi aveva posto una guarnigione a difesa. Nel frattempo il generale bizantino Belisario, costretto da una tempesta a sbarcare a Crotone, mandò in avanguardia le proprie truppe, le quali si imbatterono nelle truppe ostrogote, inviate da Totila per assediare Rossano, e, assalendole valorosamente, le sbaragliarono in breve tempo uccidendone più di duecento. Le truppe ostrogote in fuga raggiunsero l'accampamento ostrogoto riferendo ai commilitoni e al re dello scontro. Le truppe imperiali, nel frattempo, a causa dell'assenza del loro comandante Belisario e paghe della riportata vittoria, cominciarono ad allentare il freno della disciplina militare, disunendosi e trascurando negligentemente la custodia dei valichi. Procopio riporta che la loro negligenza era arrivata al punto da dormire in tende le une dalle altre molto lontane e da andare alla ricerca di vettovaglie senza inviare in avanguardia esploratori, esponendosi così al rischio di imboscate. Totila, informato di ciò, si avvicinò ad essi con tremila cavalieri e, approfittando del loro stato di disordine, li assalì e li vinse. Grazie all'intervento di Faras, alcuni dei soldati bizantini riuscirono a salvarsi, tra cui Barbazione, che con altri due riuscì a riparare a Crotone, dove informò Belisario della sconfitta, aggiungendo che già gli sembrava di vedere il nemico assediare la stessa Crotone. Belisario, addolorato per questa sconfitta, decise immediatamente di salpare per Messina. Nel frattempo Totila assediava Rossano. Totila era intenzionato a costringerla alla resa per fame, mediante uno stretto blocco volto a impedire agli assediati di ricevere vettovaglie dall'esterno.
La guarnigione di Rossano era costituita da trecento cavalieri illirici sotto il comando di Calazare e cento fanti inviati da Belisario. Nel frattempo, i rinforzi da Costantinopoli, condotti da Valeriano, sbarcarono a Otranto, congiungendosi con l'armata del generalissimo bizantino Belisario. Il generalissimo inviò sua moglie Antonina a Costantinopoli per richiedere ulteriori rinforzi all'imperatrice Teodora, ma al suo arrivo Antonina scoprì che l'imperatrice era nel frattempo morta. Nel frattempo la guarnigione di Rossano, avendo quasi interamente esaurito le vettovaglie, giurò agli assediatori che nel caso non fossero arrivati soccorsi si sarebbero arresi entro l'estate, a condizione che tutti gli abitanti avrebbero avuta salva la vita. Nel frattempo la guarnigione di Roma uccise il loro comandante, Conone, inviando sacerdoti a Costantinopoli per comunicare all'Imperatore che se fossero stati puniti essi sarebbero passati dalla parte di Totila e gli avrebbero consegnato l'Urbe; Giustiniano, intimidito, decise di non punirli per l'omicidio di Conone.
Nel frattempo Belisario, allestita una flotta consistente, con essa veleggiò verso Rossano con l'intento di liberarla dall'assedio ostrogoto, e quando gli assediati videro all'orizzonte la flotta bizantina decisero di continuare la resistenza nonostante fosse ormai vicino il giorno in cui avevano promesso di aprire le porte agli Ostrogoti. Tuttavia una tempesta impedì lo sbarco costringendo la flotta a tornare a Crotone. Quando la flotta bizantina tornò di nuovo nelle vicinanze di Rossano, Totila schierò i suoi soldati sulla spiaggia con l'intento di impedire lo sbarco della flotta bizantina. Belisario, intimorito dai soldati goti schierati sulla spiaggia, dopo qualche esitazione rinunciò a soccorrere Rossano e ordinò il ritorno a Crotone. Fu in seguito stabilita la seguente strategia: Belisario sarebbe tornato a Roma mentre Giovanni e Valeriano avrebbero invaso il Piceno nella speranza che Totila avrebbe levato l'assedio a Rossano per fermare la loro incursione. Giovanni, con i suoi mille soldati, eseguì alla lettera gli ordini ricevuti, mentre Valeriano, impauritosi del pericolo, preferì un altro tragitto: viaggiò con la flotta fino ad Ancona, e da lì raggiunse il Piceno dove unì le sue truppe a quelle del collega. Totila, tuttavia, non tolse l'assedio, ma si limitò a distaccare duemila uomini dal suo esercito ordinando loro di difendere il Piceno dall'incursione bizantina.
Gli assediati, sprovvisti di vettovaglie e perduta ogni speranza di soccorsi, inviarono come ambasciatori Gudila e Deoferonte per comunicare al re goto che gli avrebbero aperto le porte a condizione che li avrebbe risparmiati e perdonati per le passate colpe. Totila accettò la proposta precisando che avrebbe punito severamente il solo Calazare, reo di non aver mantenuto i patti. Totila ordinò che Calazare fosse evirato e gli fossero tagliate le mani, ma, non accontentandosi di questa punizione, lo fece giustiziare. Stabilì inoltre che i soldati della guarnigione bizantina che avessero accettato di passare dalla sua parte non sarebbero stati privati dei loro beni, mentre quelli che avessero rifiutato di tradire il loro imperatore avrebbero avuto il diritto di riparare in altri luoghi perdendo tuttavia tutti i loro beni. Ottanta soldati decisero di mantenersi fedeli a Giustiniano e, persi tutti i loro beni, partirono per Crotone, mentre il resto della guarnigione entrò a far parte dell'esercito ostrogoto. Totila risparmiò i cittadini ma li privò delle loro ricchezze. Nel frattempo Antonina ottenne da Giustiniano il richiamo del marito Belisario a Costantinopoli.